# Biserica de lemn din Căpușneni

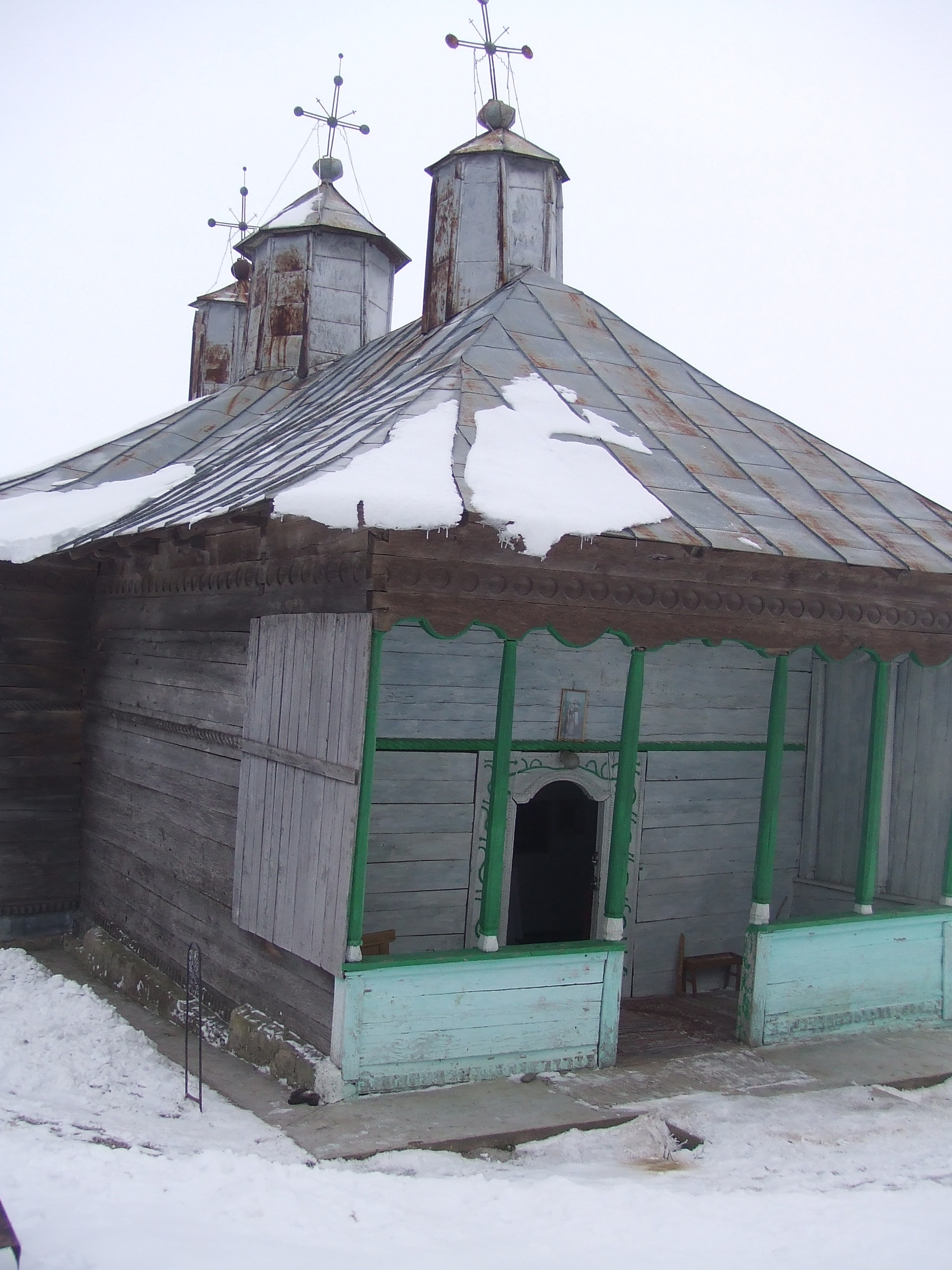
Biserica Sf. Neculai din Căpuşuneni

Biserica Sfântul Neculai din Căpușneni este o biserică de lemn de rit ortodox,  construită între anii 1792-1795 de către spătăreasa Safta Bogdan, este monument istoric (cod LMI VS-II-m-A-06773)  și aparține de episcopia Huși. Este situată în satul Căpușneni comuna Lipovăț  județul Vaslui

## Schitul "ORGOIEȘTII NOI"
În anul, 1792, spătăreasa Safta Bogdan, fiica marelui Logofăt Ioan Bogdan, căsătorită cu spătarul Constantin Costache, înființează schitul „Orgoieștii Noi”, pe moșia sa „Negomirești” la obîrșia pârâului Horăieții . Această moșie Negomirești are o suprafață totală de 391 fălci și 88 prăjini ( 588 ha ) și se întinde, spre nord, până la capătul de sud, al satului Fundu Văii, până la „Linie” sau „Hotar”, unde astăzi se află casa lui Gheorghe Moguț. Spre est și spre vest, era cuprinsă, între zarea Bogdăniței și zarea satului Buda (în trecut Ivești) iar spre sud pînă la „Plop”. Aceste hotare, au fost stabilite în urma unui proces, între răzeșii din Orgoiești și schitul Orgoieștii noi, măsurătorile făcându-se pe 8 oct 1846 „ca să aducă întru împlinire Domnescul hrisov, din anul 1837 no 126 ”. Schitul a fost închinat, Mânăstirii Neamț, slujită pe atunci de călugari greci, de unde și faptul că, la schitul Orgoieștii Noi, au slujit tot calugări greci. 
Construirea Bisericii „unde se cinstește și se prăznuiește hramul celui dintre sfinți Parintelui Nostru Neculai Arhiepiscopul Miralichiei făcător de minuni” a început în anul 1792 și a durat mai multi ani. Are o arhitectonică deosebită: înaltă, în formă de cruce, cu trei turle, în interior cu absidii laterale după gustul rafinat al ctitorei, spătăreasa Safta Bogdan. 
Are un pridvor deschis spre apus, după stilul curților boierești. Interiorul cu pereții căptușiți cu scândură, nepictați, vopsiți cu ulei albastru, iar acum cu alb. 
Catapeteasma este din lemn de tei, pictată de un pictor rus. 
În testamentul său, redactat în sept. 1799 spătareasa Safta Bogdan, preciza că în acel moment, construcția schitului nu era terminată.

## Danii
În 1816 Safta Bogdan, și fiica sa Casandra Costache, au dăruit schitului moșia Ciorăni, situată pe valea Bârladului în vecinătatea satului Sârbi, două sălașe de țigani, niște dughene din Iași și 500 lei. Schitul a mai primit danii, de la Pantelimon Smântână din Costești, cinci stînjeni de pământ situați lîngă moșia Ciorăni. Schitul s-a bucurat și de mărinimia unor Domnitori ai Moldovei astfel că în anul 1817, domnitorul Scarlat Callimachi, a scutit schitul de plata dărilor cuvenite pentru 200 oi, 100 stupi, și 200 vedre vin (3000 l). În 1818, același domnitor, hărăzește schitului cîte o mie oca de sare (1250 kg) pe an, o ocă de untdelemn și jumătate ocă de tămâie în fiecare lună, precum și dreptul de a aduce doisprezece „liudi”(oameni din afara țării) pentru a lucra pe moșia sa. În 1827 domnitorul Ioniță Sandu Sturdza, miluiește schitul cu încă o mie oca de sare.

## Reparații și consolidari
Reparații s-au făcut în anii 1807, 1828, 1896. În anul 1914, se înlocuiește acoperișul din șindrilă cu tablă de către Ilie Pâslaru, locuitor din Căpușneni, Vaslui în casa căruia, situată între gospodăriile sătenilor Dumitru Cărămidaru și Virgil Petrea , a funcționat prima școală a satului. În anul 1924-1925 biserica a fost căptușită cu scândură la interior. 
Cu privire la inventarul schitului , în 1805, schitul era foarte sărăcăcios; „5 chilioare mici, proaste, stricate, clopotniță mică, hambaraș micușor, morișcă cu puțin iezișor” Obiecte de cult la fel; vechi, „cusute pururi”, „cărți rusești”. În 1806, se instalează egumenul Teofilache, care îmbunătățește situația: catapeteasmă nouă, trapezare (sală de mese) cu patru chilii la un loc, ograda împrejmuită cu zaplaze, 12 vite cornute. Treptat starea materială a schitului devine tot mai bună. În 1828; 80 vite cornute, 383 de oi, 180 stupi. Numărul calugărilor crește în 1823, erau peste 50. În 1824, egumen era Luca iar, în 1840 egumen era Teodor. Schitul se afla sub conducerea unui monah recunoscut de către sobor, și de către părintele stareț, al mânăstirii căreia îi era închinată. El se numea egumen sau stareț, uneori arhimandrit urmat de ; protosinghel, singhelul, ieromonah (preot călugăr) și călugării, numiți și părinți. 
Schitul era sub supravegherea discretă a ctitorului(Safta Bogdan ),  sau a urmașilor acesteia . Ca instituție religioasă schitul a fost desființat în 1861, iar biserica a primit numele de Biserica Sfantul  Neculai din Căpușneni. Secularizarea averilor mânăstirești a fost hotărâta prin Legea din 13 dec 1863. Ea a fost precedată de unele măsuri pregătitoare: în 1859 Ministerul Cultelor a preluat administrarea bunurilor mânăstirești pământene. Așa se explică faptul că în anul 1861 schitul a fost desființat cu 2 ani înainte de legea secularizării. În ianuarie 1865 Cuza declară autocefalia Bisericii Române –separarea de Patriarhia grecească de la Constantinopol. Căsătoriile urmau a se încheia la primării, de către ofițeri ai stării civile, nu de către preoți ca până atunci, iar divorțurile treceau și ele din puterea acestora pe seama tribunalelor. 

## Clopotnița

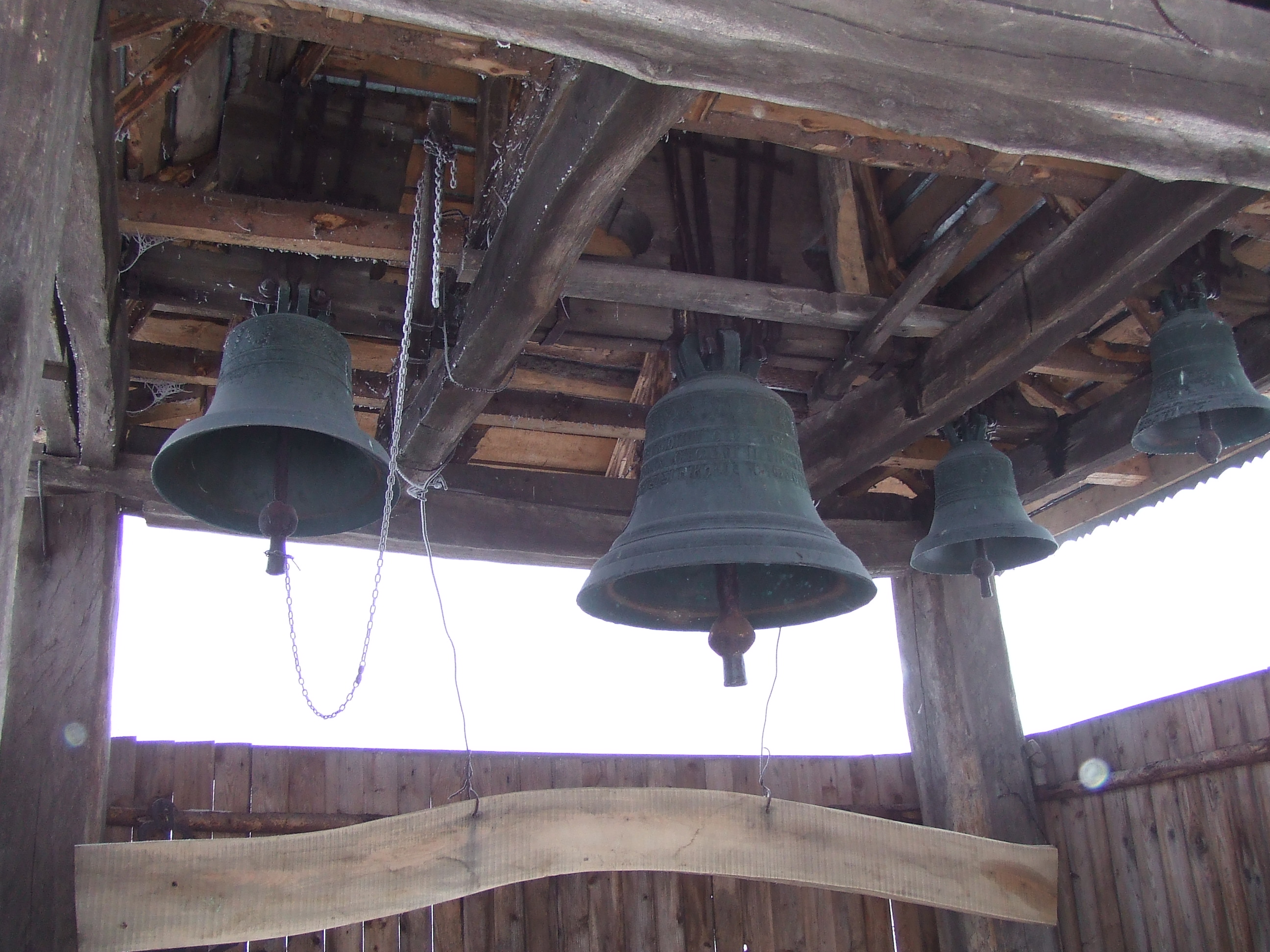
Clopotniţa Căpuşneni

Clopotnița bisericii, în forma actuală, a fost construită în jurul anilor 1930, prin contribuția lui Mitriță Baciu, din satul Fundu Văii, ginerele lui Ilie Pâslaru. Pe unul din clopotele mici este inscripționat textul; „Acest clopot s-au făcut de jupânul Pătcu Bogdănesc la biserica dum(isale) 1806”. Inscripția conduce la presupunerea că acest clopot ar fi fost adus de la biserica din Bogdănești. Pe clopotul mare al bisericii este scris ; „Acest clopot s-au făcut prin osârdia și cheltuiala ieros(hi) monah Teodor proin nacealnic schitului Orgoieștii noi, hramul Sfântului Neculai. Teodor Maricaș, Ion Lazăr maistr(u) t(urnător) a clopotariu. 1840”.

## Vechiul paraclis
La circa 20 metri est, de biserica schitului a existat un paraclis care, a fost demolat în prima jumătate a anilor 1800. În locul acestuia s-a început construirea unui nou paraclis, din cărămidă, la câteva zeci de metri sud de biserică. Această construcție a fost ridicată până la înălțimea ferestrelor, apoi, lucrările au fost sistate. Catapeteasma pentru acest paraclis, care era depozitată în podul bisericii a fost luată de stat, și dată bisericii Sfinților Treierarhi din Bogdana, în anul 1885. În anul 1862, se introduce limba română în biserică. 

## Preoții care au slujit la bisericaCăpușneni, Vaslui
- Enăcache Tufă – a avut șapte copii, din care unul, o fată, Lucreția, a fost învățătoare, căsătorită cu învățătorul Costică Niculescu, din Orgoiești. A slujit la biserica Căpușneni începînd cu anul 1887 și până în anul 1902. A fost victima unei altercații, de la hatul grădinii, când a fost lovit în cap de un vecin,
- Ghenadie Tofan – slujește după preotul Tufă până la instalarea preotului Bălan.
- Ștefan Bălan – s-a născut în anul 1910, face seminarul la Huși. În 1931, este hirotonisit și la 15 dec. același an, este numit preot în parohia Orgoiești, prin moartea preotului Enăcache Tufă. Este licențiat în teologie,
- Neculai Nechita – mărunt de statură, constituție firavă, față de schimnic, s-a născut în anul 1910, în com. Vetrișoaia, jud. Vaslui a crescut la o casă de copii, face seminarul la Huși. Vine la parohia Orgoiești în 1939. Are un copil cadru didactic. În biserică, slujea cu har. A murit, în anul 1993, și este înmormîntat în cimitirul de la biserica Vlădești. Împreună cu preotul Nechita, a slujit dascălul Bolea.
- Ciprian Petru Căpriță – născut în anul 1976, în orașul Bârlad. Face gimnaziul în orașul natal, apoi școala de cântăreți de doi ani de la Roman. Urmează seminarul teologic de cinci ani 1992-1997 la Suceava. A fost hirotonisit în 1999, pentru parohia Orgoiești, luată în primire de la preotul Gafița Petru.

## Fotogalerie

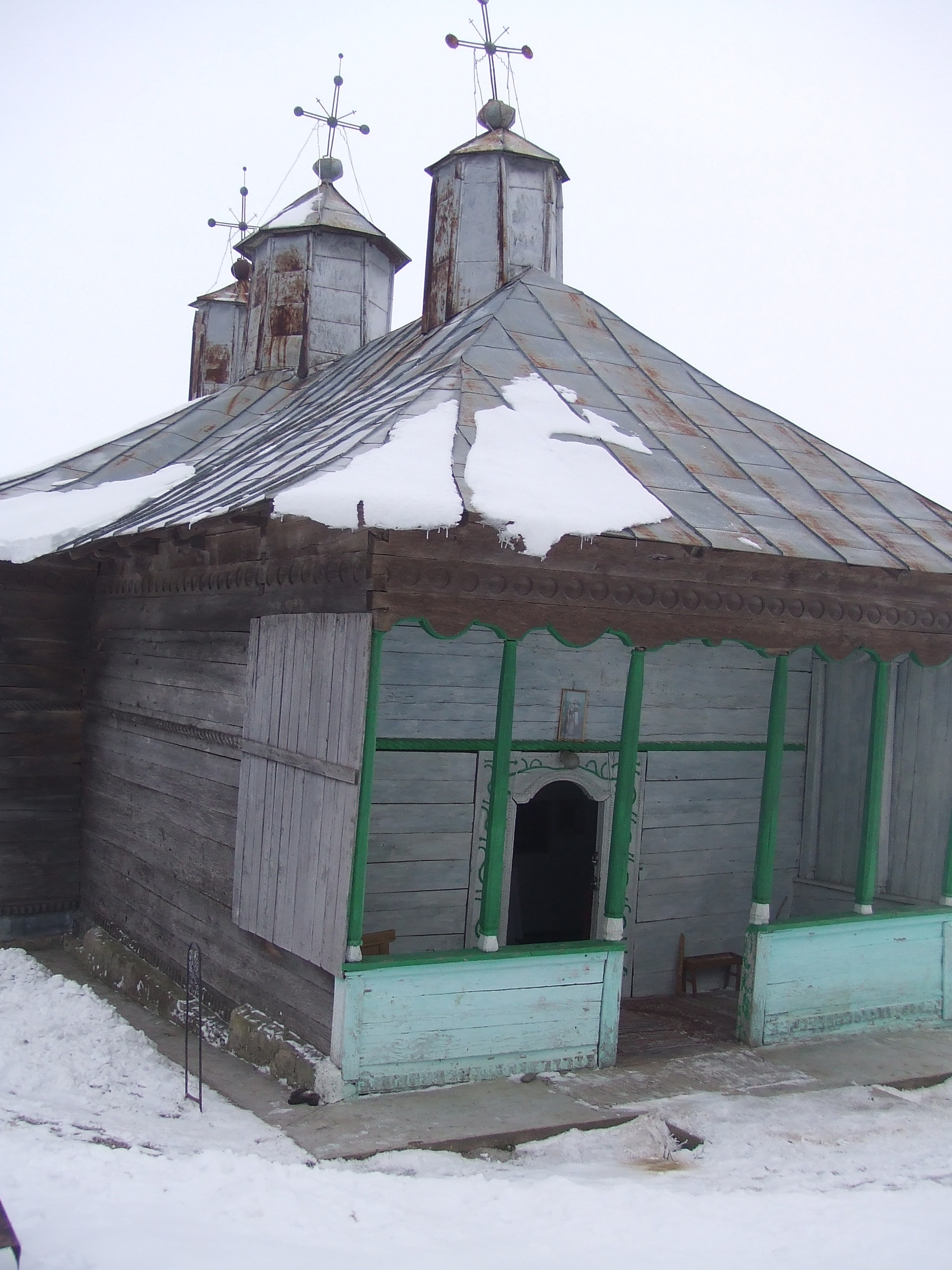
Vedere vest
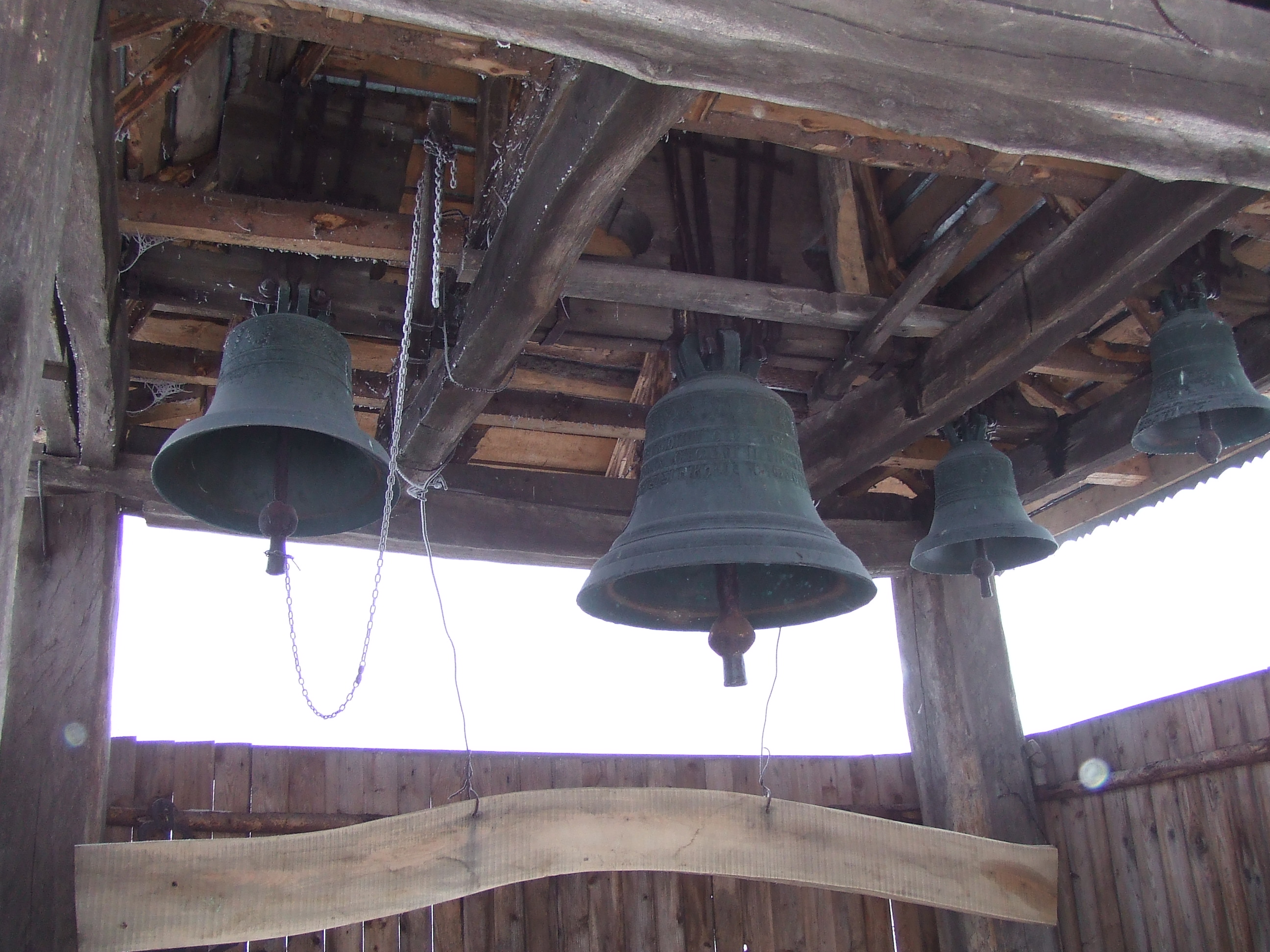
Clopotniţa
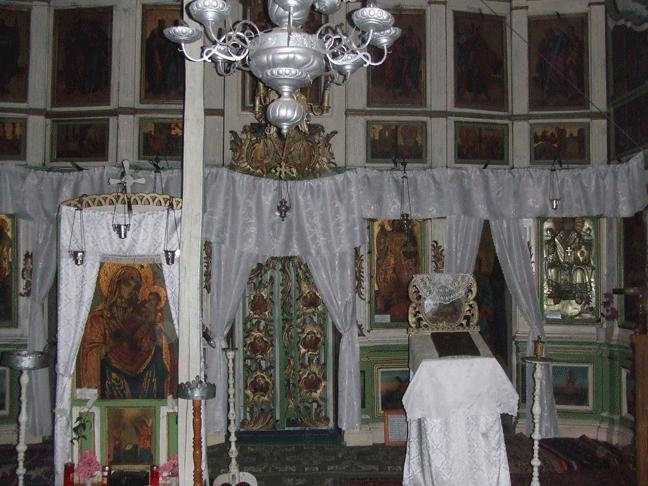
Catapeteasma
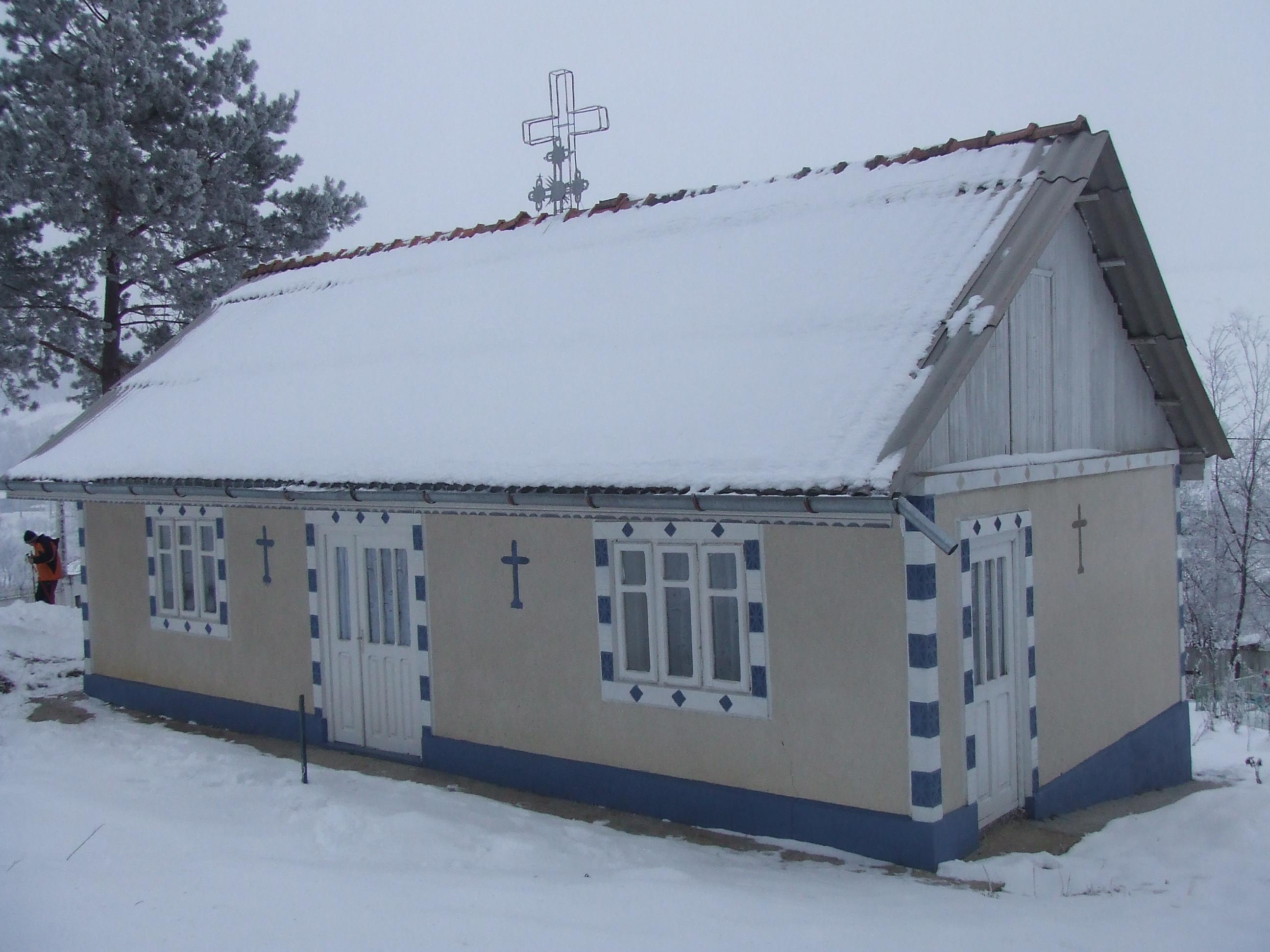
Praznicarul
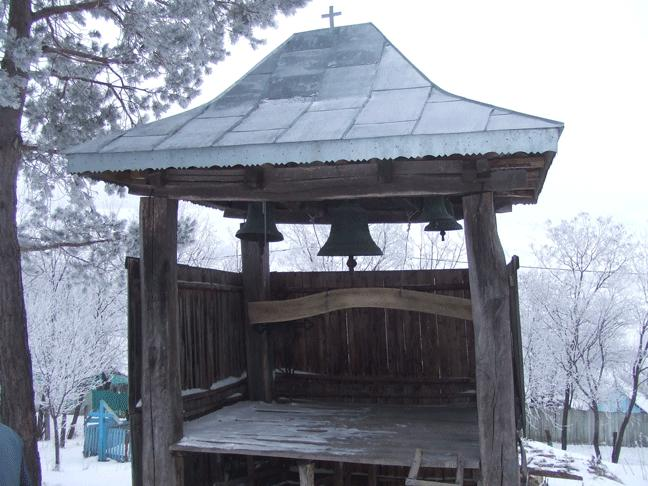
Clopotniţa
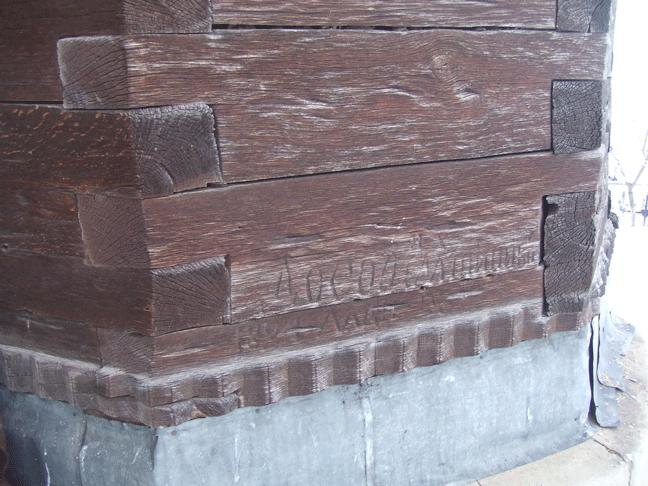
Detaliu
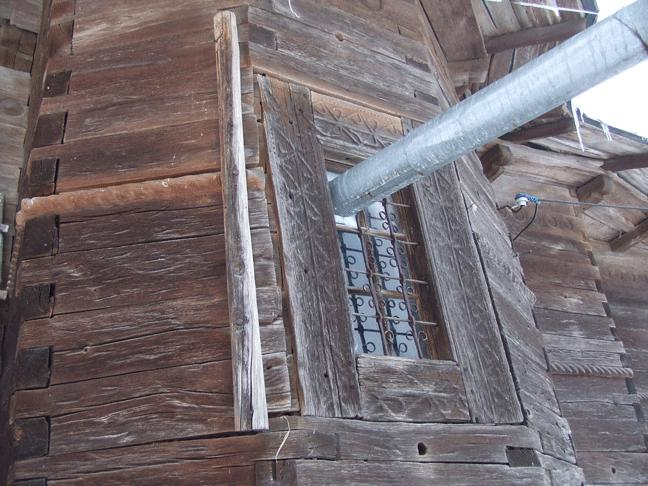
Detaliu
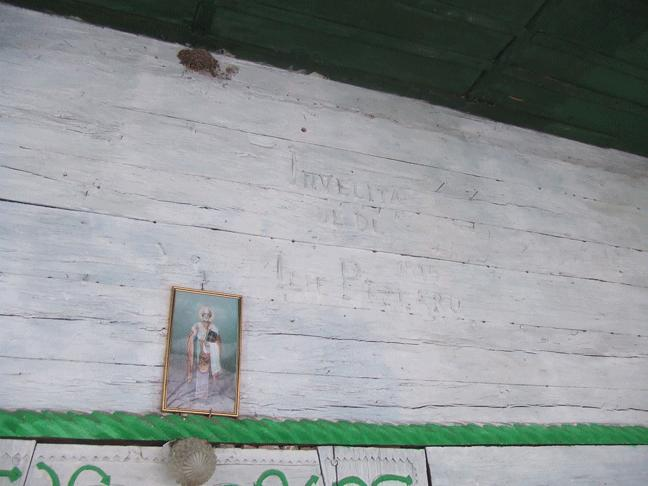
Pridvor
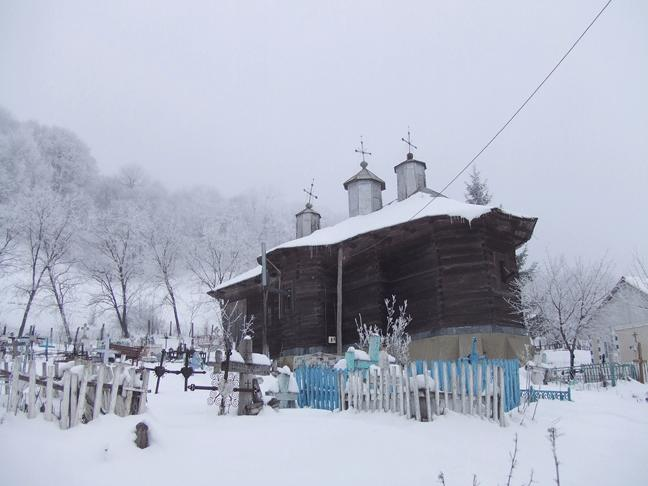
Biserica şi cimitirul
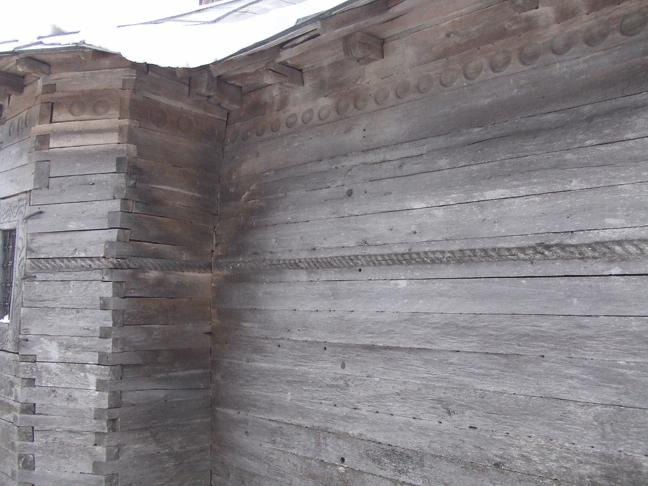
Detaliu
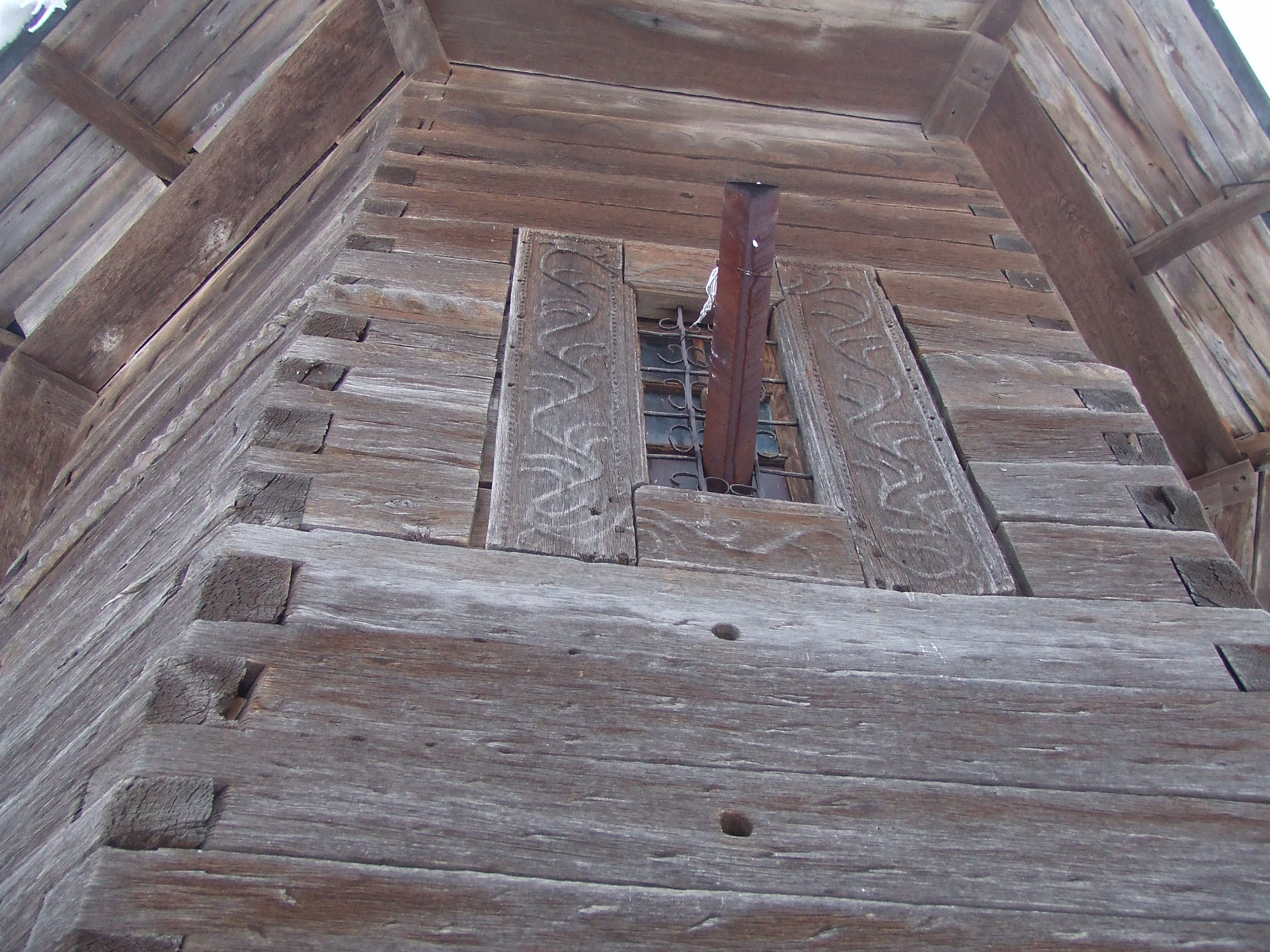
Detaliu exterior
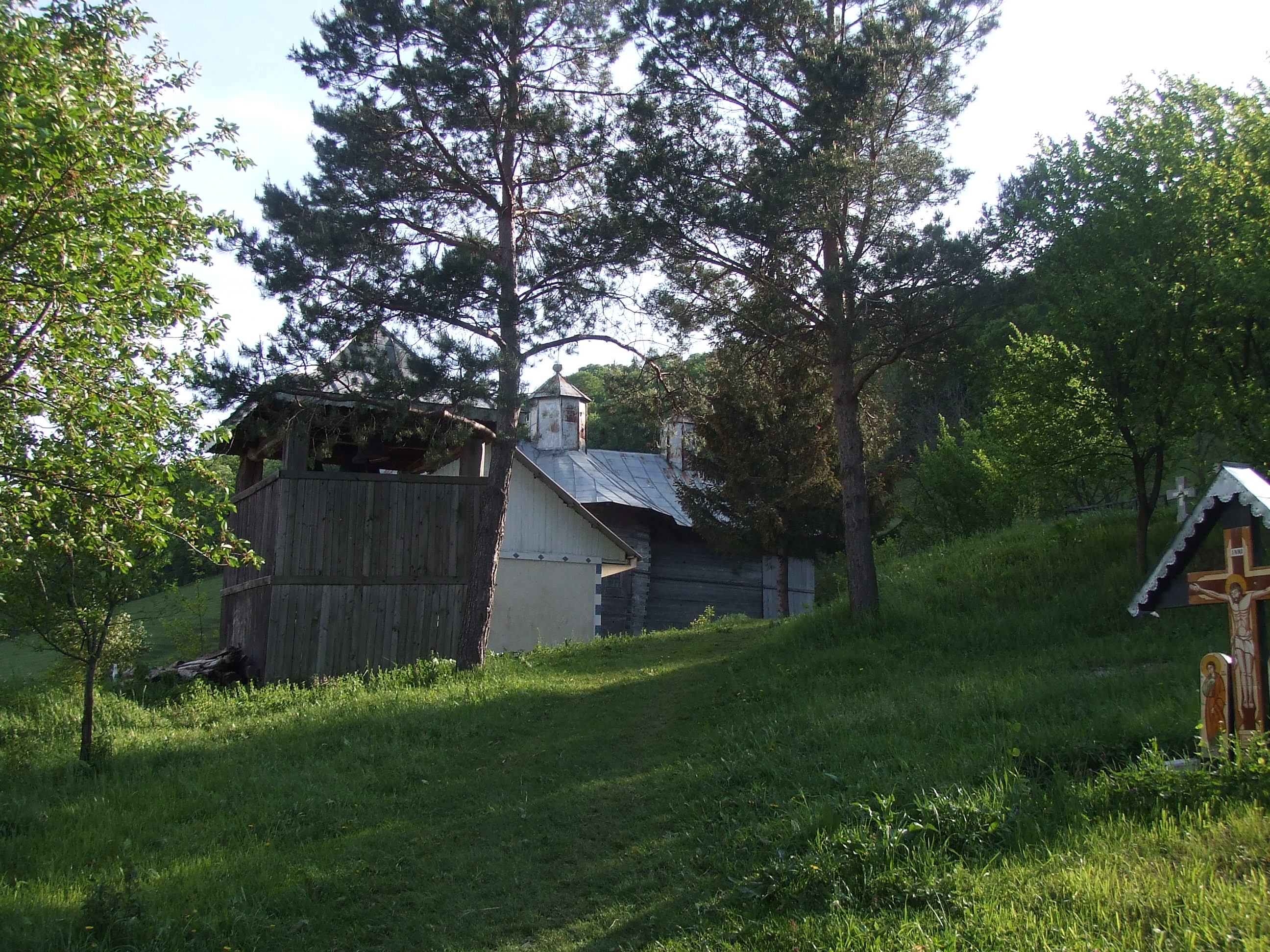
Vedere de la nord
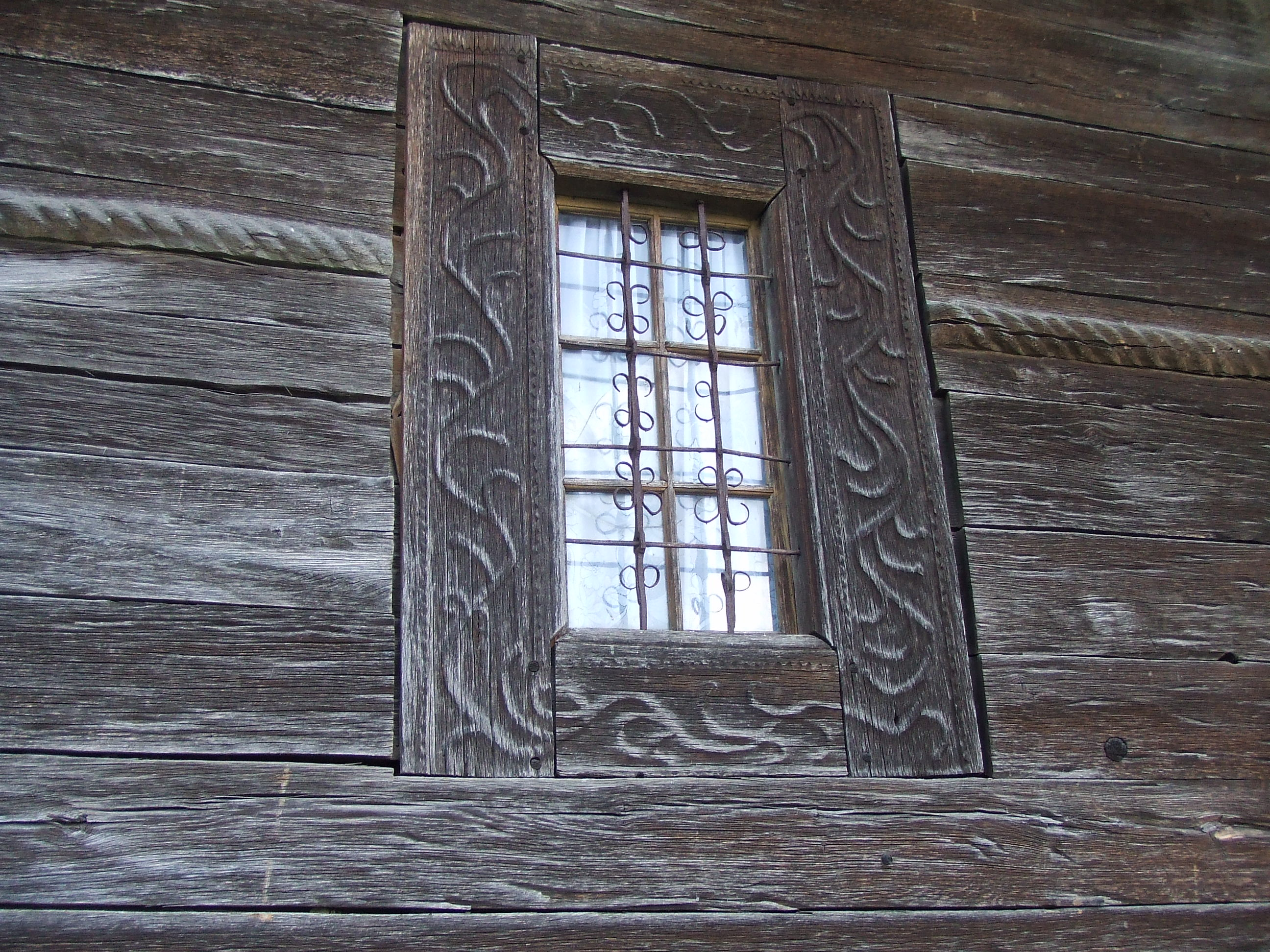
Detaliu